# 明石市立水族館
明石市立水族館（あかししりつすいぞくかん）は、兵庫県明石市中崎1丁目3の中崎海岸付近にかつて存在した水族館。

## 概要
1957年（昭和32年）4月に明石市中崎海岸の兵庫県立水産試験場付属水族生態研究所を改装し、開館した。当時全国で水族館ブームがあり、1958年に全面改装し、アカウミガメやペンギンで人気となったが、 より規模の大きい神戸市立須磨水族館の存在、1966年にオープンした姫路市立水族館などの存在もあり、入場者数が減少し1972年（昭和47年）4月13日に閉館した。
1956年から1957年に南氷洋の捕鯨で捕獲されたマッコウクジラの下あごの骨の標本が同水族館に寄贈された。閉館後、この標本は姫路市立水族館に寄贈された。